# Eurotix
Eurotix är ett synthpopprojekt från Gävle, Sverige, bestående av musikerna Dennis Alexis Hellström (född 1984) och Larry Forsberg (född 1965), som startade duon 2013. Eurotix musik är inspirerad av 1980-talets synthpop och dance. och har influenser från italodisco, euro disco, Hi-NRG och från svensk schlagermusik. 
Dennis Alexis Hellström är sångaren i Eurotix. Tidigare hade han en karriär under pseudonymen Bimbo Boy. Hellström arbetar på en lokaltidning i Gävle och skriver också tre bloggar.
Eurotix släppte sitt första studioalbum The Secret 2014. De har släppt flera singlar och EP sedan 2013, många av dem med tillhörande musikvideor. Låten "Kiss Them For Me", singeln från Eurotix andra album Deux, är en hyllning till prinsessan Diana, i form av ett öppet brev från Diana till Charles.
I december 2015 fick Eurotix sin första listetta med italodiscolåten "The Best Of Times" på radiostationen Club 80's "New Generation Chart".

## Diskografi

### Album
- 2014: The Secret
- 2015: Deux
- 2016: Besides
- 2018: Pop
- 2019: Try Again - Remixed, Remade & Remodeled
- 2020: The Best of Times 2013–2020
- 2024: Pause Music

### Singlar och EP
- 2013: "I Plead Insanity"
- 2014: "Life As It Slips Away"
- 2014: "Let's Die Young"
- 2014: "Are You Strong Enough?"
- 2014: "He'll Be Home For Christmas"
- 2015: "Kiss Them For Me"
- 2015: "Kiss Them For Me (Remixes)"
- 2015: "Christmas On My Own"
- 2016: "The Best Of Times"
- 2017: "Conquer The Universe"
- 2018: "Naughty Boys"
- 2018: "My Eyes"
- 2018: "Hypnotized"
- 2019: "Cold"
- 2020: "I Forget Myself"
- 2020: "We Could Have Been" (new version)
- 2021: "Love Take Me Higher"
- 2021: "The Stupid Ones"
- 2025: "Distant Light" (single mix)
- 2025: Eurotix Summer Dance